# چیس تاکیزاوا
چیس تاکیزاوا (انگلیسی: Chise Takizawa؛ زادهٔ ۱۴ فوریهٔ ۲۰۰۱) بازیکن فوتبال اهل ژاپن است.